# Rambo 3
Rambo 3 (eng. Rambo III), američki akcijski film redatelja Petera MacDonalda iz 1988. godine, treći iz serijala o vijetnamskom veteranu Johnu Rambu (Sylvester Stallone).
Film je premijerno prikazan 25. svibnja 1988. Unatoč budžetu od 65 milijuna USD, film je podbacio na kino blagajnama ostvarivši prihod od 50 milijuna USD, što je za duže vrijeme prekinulo serijal.
Treći dio Ramba nalazi se u Guinnessovoj knjizi rekorda kao najnasilniji film s 221 nasilnim činom i minimalno 108 nasilnih smrti.

## Radnja
John Rambo, vijetnamski veteran, povukao se nakon događaja iz drugog dijela u budistički hram na Tajlandu. Pukovnik Rautman dolazi k njemu i traži ga da mu se pridruži u misiji opskrbljivanja oružjem afganistanskih Mudžahedina, koji se bore protiv snaga Sovjetskog Saveza. Rambo odbija zadatak, no predomišlja se kada dozna da je pukovnik Trautman (Richard Crenna) sovjetski zarobljenik u Afganistanu.

## Glavne uloge
- Sylvester Stallone - John J. Rambo
- Richard Crenna - puk. Sam Trautman
- Kurtwood Smith - Robert Griggs

## Zanimljivosti
- U filmu John Rambo pomaže afganistanskim Mudžahedinima u borbi protiv Sovjeta, a upravo su oni zajedno s Osamom bin Ladenom, koji je također bio mudžahedinski borac, kasnije činili jezgru terorističke organizacije Al-Qaeda. Štoviše, na kraju filma stoji "Posvećeno hrabrim mudžahedinskim borcima."[1][2]
- Među glavnim glumcima uopće nema žena, a i inače se žene rijetko pojavljuju u filmu.[2]
- Rambov konj pojavljuje se i u filmu Indiana Jones i posljednji križarski pohod kao Jonesov konj.[2]